# USS Arkansas (CGN-41)
Pour les autres navires du même nom, voir USS Arkansas.
L’USS Arkansas (CGN-41) est un croiseur lance-missiles à propulsion nucléaire de la classe Virginia. Il a été en service actif d'octobre 1980 à juillet 1998. Ses missions principales était la protection d'un groupe aéronaval contre les menaces aériennes et sous-marines. Il utilisait pour cela ses missiles téléguidés ainsi que ses systèmes sonar et radar.
Grâce à sa vitesse élevée et son rayon d'action illimité procuré par sa propulsion nucléaire, il était habituellement utilisé pour escorter les porte-avions nucléaires de la marine américaine.
Avec ses missiles antinavires Harpoon, ses missiles Tomahawk montés à partir de 1985 et ses deux canons de marine de 5 pouces (127 mm), l'USS Arkansas était également capable d'attaquer des navires de surface ennemis et de bombarder des cibles côtières ou à plus de 2 000 kilomètres à l'intérieur des terres (uniquement avec ses missiles Tomahawk dans ce dernier cas).
Pour sa défense de proximité, particulièrement contre les missiles antinavires, l'USS Arkansas disposait de deux Phalanx CIWS à guidage radar. Il pouvait également compter sur ses deux canons rapides de 5 pouces pour la défense antiaérienne. Ses six tubes lance-torpilles équipés de torpilles Mk 46 étaient utilisés pour le combat rapproché et la défense en derniers recours contre les sous-marins ennemis.

## Construction
La quille de l'USS Arkansas est posée le 17 janvier 1977 aux chantiers Newport News Building. Le lancement du navire a lieu le 21 octobre 1978 avec pour marraine Betty Bumpers, la femme du sénateur de l'Arkansas Dale Bumpers. Il est admis au service actif de l’US Navy le 18 octobre 1980 avec pour premier commandant le captain Dennis S. Read.